# Манадыши Первые
Манадыши Первые (эрз. Мадышка) — село, центр сельской администрации в Ардатовском районе.

## Название
Название-антропоним: от дохристианского мордовского имени Мадеш (Мадесь).

## География
Расположено на речке Поповке, в 30 км от районного центра и 41 км от железнодорожной станции Ардатов.

## История
Основано в XVII веке.
В «Списке населённых мест Симбирской губернии» (1863) Манадыши Первые — деревня владельческая и удельная из 66 дворов (728 чел.) Ардатовского уезда.

## Население
| 1863 | 2001 | 2002 | 2010 | 2012 | 2013 |
| ---- | ---- | ---- | ---- | ---- | ---- |
| 728  | ↘248 | ↘231 | ↘202 | ↘195 | ↘185 |

Население 248 чел. (2001), в основном русские.

## Экономика
В 1930-е гг. был создан колхоз им. 18-го партсъезда, с 1997 г. — СХПК «Манадышский».

## Инфраструктура
Основная школа с музеем, библиотека, клуб, магазин, медпункт;

## Памятники
Памятник воинам, погибшим в годы Великой Отечественной войны;

## Русская православная церковь
церковь Михаила Архангела.

## Люди, связанные с селом
Уроженец села — хозяйственный руководитель В. С. Флеганов.

## Достопримечательности
Около села — родник «Богоявленный».

## Источник
- Энциклопедия Мордовия, А. П. Кочеваткина.